# محافظة الجهراء
محافظة الجهراء أو الجهرة هي محافظة كويتية تشمل الجزء الشمالي والغربي من مساحة دولة الكويت بالإضافة إلى جزيرتي بوبيان ووربة تشكلت عام 1979، تبلغ مساحة المحافظة11,420 كم بإجمالي 64.2% من مساحة الكويت، ويبلغ عدد سكانها 449,350 نسمة، يُتوقع لمحافظة الجهراء مستقبل كويتي باهر بإنشاء مدينة المطلاع السكنية ومدينة الحرير السياحية وجزر الكويت الاقتصادية في رؤية كويت 2035 .

## المناطق
تتضمن الجهراء على 24 تجمعا عمرانيا، منها 14 تجمعا داخل التجمع الحضري للجهراء هي الواحة والعيون والقصر والجهراء القديمة والنسيم وتيماء والنعيم وجنوب الجهراء التي سُمِيت مؤخرا مدينة سعد العبد الله والجهراء الصناعية وغيرها من التجمعات. ويتبعها 10 تجمعات خارجها وهي: كاظمة والروضتين وأم العيش والسالمي وكبد ومنطقة الصليبية والصليبية الصناعية والصليبية الزراعية وأمغرة وأيضا ستظهر بها مدينة الصبية التي سينشئ بها في المستقبل مدينة الحرير المدينة الاقتصادية الكبرى ومدينة أخرى تسمى المطلاع وتقع داخلها محمية صباح الأحمد الطبيعية وتحتوي على جزيرة بوبيان وجزيرة وربة ويصل جزيرة بوبيان جسر، بالإضافة إلى منطقة زراعية كبيرة تسمّى العبدلي، وتشتهر الجهراء بربيعها الجميل.
- العبدلي
- البيث
- الجهراء
- الكويسات
- المطلع
- النعيم
- النسيم
- العيون
- القصر
- الرتقة
- الروضتين
- السالمي
- الصبية
- الصليبية
- الواحة
- أمغرة
- جزيرة بوبيان
- جابر الاحمد
- كبد
- كاظمة
- ام عليش
- مدينة سعد العبد الله
- مدينة الحرير
- تيماء
- جزيرة وربة